# 잔더 (어류)

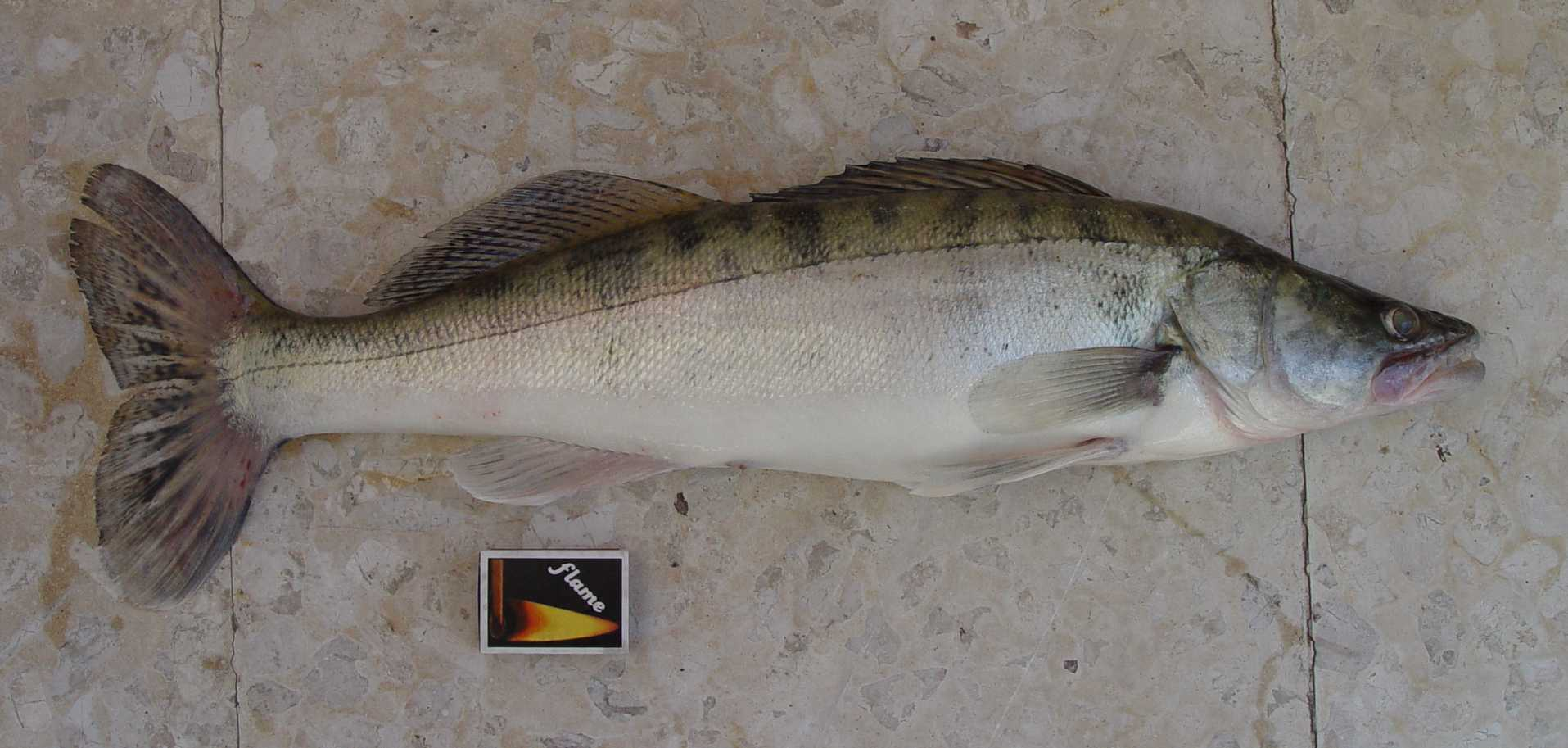

잔더(zander, 학명: Sander lucioperca)는 페르카과 조기어류의 한 종이다. 유라시아 서부의 민물 및 염분이 섞인 곳에서 볼 수 있다. 대중적인 낚시감이며 본래 살던 지역에서 벗어나 다양한 지역에 유입되었다. 잔더속의 모식종이다.
잔더는 1758년 칼 폰 린네에 의해 자연의 체계의 제10판 제1권에서 Perca lucioperca라는 이름으로 기재되었으며 유러피언 레익스(European lakes)라는 모식이 부여되었다.
잔더는 페르카과에서 가장 큰 종으로, 길고 근육이 있는 몸집이므로 강꼬치고기와 생김새가 일부 비슷하다. 최대 표준 길이가 100센티미터로 기록되어 있으나 보통은 50센티미터 즈음으로 발견된다. 이 종의 무게는 20 kg (44 lb)에 달하지만 사냥되는 것들은 상당히 덜 나가는 편이다.